# میلیس (ماساچوست)
میلیس، ماساچوست
میلیس(به انگلیسی: Millis) شهرکی در شهرستان نورفولک ایالت ماساچوست می‌باشد که در سال ۱۸۸۵ بنیان‌گذاری شده‌است. این شهرک در سرشماری سال ۲۰۱۰ میلادی، ۷٬۸۹۱ نفر جمعیت داشته‌است.